# Atsuta-jingū

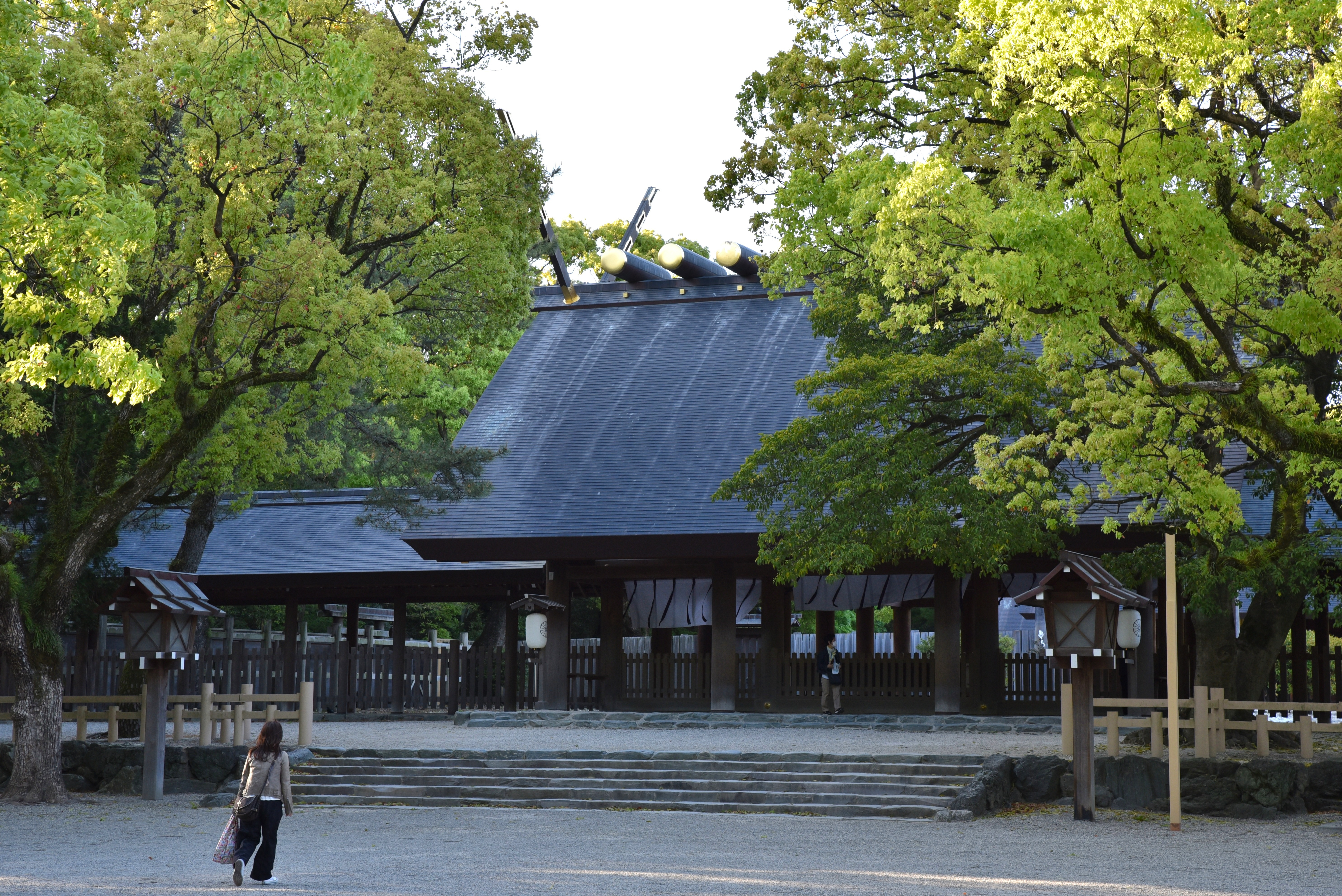
Der Atsuta-jingū

Der Atsuta-jingū (japanisch 熱田神宮) ist ein Shintō-Schrein inmitten eines Parks im Stadtbezirk Atsuta-ku der Stadt Nagoya, Japan. Er gehört zu den Chokusaisha. Hauptgottheit ist Atsuta-no-ō-mi-kami, ein anderer Name für Amaterasu-ō-mi-kami, repräsentiert (die Theologie des Schreins ist äußerst kompliziert und wird von den Priestern des Schreins zudem eher geheim gehalten) als Kusanagi-no-tsurugi, das heilige Schwert und eine der drei Throninsignien Japans. Ob das Schwert sich tatsächlich im Schrein befindet, kann nur vermutet werden, da kein öffentlicher Zugang zu ihm angeboten wird (Ausnahmen bilden nur ranghohe Priester und der Tennō).
Der Ursprung des Schreins wird gegen Ende des 1. oder zu Beginn des 2. Jahrhunderts vermutet.
Im Jahr 1893 in der Meiji-Zeit wurde die Architektur des Schreins grundlegend verändert und im Baustil Shinmei-zukuri dem des Ise-Schreins angepasst und im Jahr 1935 im Rahmen eines Sengu nochmals erneuert und erweitert. Durch Bombardierungen im Zweiten Weltkrieg fielen die meisten Gebäude Feuern anheim. Die Hauptgebäude wurden bis 1955 wiederaufgebaut. Gegenwärtig befinden sich mehrere dutzend Gebäude auf dem Schreingelände, darunter Häuser für Teezeremonien, eine Nō-Theater-Bühne und die Bunka-den, in welcher u. a. eine ständig wechselnde Auswahl der über 4.000 kulturellen Artefakte des Schreins (wie z. B. gestiftete antike Schwerter) ausgestellt werden.
Der Schrein unterhält seit 1950 eine private Hochschule zur Ausbildung von Shintō-Priestern, die auch Abschlüsse als Bibliothekar anbietet.

## Schreine und Kami
Im Higashi-yaoyorozu-jinja (東八百万神社) werden alle „acht Millionen“ Kami des Ostens, im Nishi-yaoyorozu-jinja (西八百万神社) alle Kami des Westens verehrt. Im Soshi-mori-no-yashiro (曽志茂利社; ein massha) wird Susanoo unter dem Namen Komori-ō-kami (居茂利大神) verehrt (was nirgendwo sonst vorkommt). Im Reino-mimae-sha (鈴之御前社; ein massha) wird Ame no Uzume als alleinige Kami verehrt (eher eine Seltenheit). Der legendäre Takakuraji (高倉下命, -no-mikoto) wird im Takakura-musubi-miko-jinja (高座結御子神社; ein sessha) als Kami verehrt, im Sugawara-sha (菅原社) der ebenfalls legendäre Tenjin. Im Mi-(w)i-jinja (御井社; ein massha des Takakura-musubi-miko-jinja) wird Mi-(w)i-no-kami, der Kami des erhabenen Brunnen und Sohn von Ō-kuni-nushi und Yakami-hime, verehrt. Der Große Kami der Ernte, Ō-toshi-no-kami (大年神), findet seine Anbetung im Mita-jinja (御田神社; ein sessha). Im Shimizu-sha (清水社) wird die Wasser-Kami Mizu-ha-no-me (罔象女神) verehrt, die aus Izanamis Urin geboren worden sein soll. Vor dem Schrein von Inari (der hier als Kami der Pflanzen verstanden wird), dem Ō-sakida-jinja (大幸田神社; ein massha) sind Unmengen roter Miniatur-Torii aufeinandergestapelt, die Gläubige dort als Geschenk hinterlassen haben. Auf dem Gelände befinden sich außerdem ein sessha namens Ichi-no-misaki-jinja (一之御前神社) für Amaterasus ara-mitama und ein massha namens Tōsu-no-yashiro (徹社) für ihr nigi-mitama.
Eine seltsame Besonderheit des Atsuta-jingū ist die Geschichte der für ihre Schönheit berühmten Konkubine am chinesischen Kaiserhof Yang Guifei (auf Japanisch bekannt als Yoku-hi), die in einem Aufstand getötet worden war. Ihr Geist soll zum Atsuta-jingū gekommen sein, um Frieden zu finden und so wurde ihr ein Grabhügel errichtet. Ein ihr gewidmetes Tor, das denselben Namen trug wie ihr Tor in ihrem Palast, das Shunko-mōn, wurde im Zweiten Weltkrieg von amerikanischen Bombern zerstört; nur noch die Tafel mit dem Namen ist erhalten geblieben.
Merkwürdig ist außerdem, dass an mehrere Nebenschreine bunrei (s. shintai) des hongū vergeben wurden, so an den Minami-shin-gū (sessha), den Susano-wo-jinja (massha) und den Shingū-sha (ein massha des Takakura-musubi-miko-jinja, seinerseits ein sessha).
Der Atsuta-jingū verfügt über kein heiden (Opferhalle).

## Feste
Im Shinyo-watari-go-shinji wird am 5. Mai in feierlicher Stille der Verbindung mit Temmu-tennō und den Kami gedacht, die sich mit der Übergabe des heiligen Schwerts durch Temmu an den Schrein im Jahr 686 vollzogen haben soll, nachdem das Schwert zuvor im Jahr 668 vom buddhistischen Priester Dō-kyō gestohlen worden sein soll (so berichtet jedenfalls das Nihonshoki).
Am 5. und 6. Juni wird das Shōbu-sai gefeiert, ein Fest (reisai) zum Gedenken an die erste Proklamation des Meiji-tennō, die im Schrein eintraf. Zu dieser Gelegenheit finden Zeremonien mit Kyūdō, Judō, Kendō, Chadō (Teezeremonien), Nō-Aufführungen, Hanabi und einer nächtlichen Prozession mit Booten auf See statt. Am 8. August des Lunarkalenders wird Prinz Yamato-Takerus siegreiche Expedition gegen die ungehorsamen Yemishi im Osten des Reiches gefeiert.
Der Schrein richtet insgesamt etwa 70 Feste pro Jahr aus und verzeichnet jährlich knapp 10 Millionen Besucher, die meisten davon während des Hatsumōde.

## Verkehrsanbindung
Der Atsuta-jingū steht unmittelbar westlich des Bahnhofs Jingū-mae, der von zwei Linien der Bahngesellschaft Meitetsu bedient wird. In der Nähe befinden sich auch die Stationen Atsuta-jingū-tenmachō und Atsuta-jingū-nishi der U-Bahn Nagoya.